# Fish Town (regionhuvudort)
Fish Town är en regionhuvudort i Liberia.   Den ligger i regionen River Gee County, i den sydöstra delen av landet, 300 km öster om huvudstaden Monrovia. Fish Town ligger 289 meter över havet och antalet invånare är 3 328.
Terrängen runt Fish Town är huvudsakligen platt, men västerut är den kuperad. Fish Town ligger uppe på en höjd. Runt Fish Town är det mycket glesbefolkat, med 6 invånare per kvadratkilometer. Det finns inga andra samhällen i närheten. I omgivningarna runt Fish Town växer i huvudsak städsegrön lövskog.